# Бир сир л'Анкр
Бир сир л'Анкр (фр. Buire-sur-l'Ancre) насеље је и општина у североисточној Француској у региону Пикардија, у департману Сома која припада префектури Перон.
По подацима из 2011. године у општини је живело 319 становника, а густина насељености је износила 60,42 становника/km². Општина се простире на површини од 5,28 km². Налази се на средњој надморској висини од 43 метара (максималној 102 m, а минималној 38 m).

## Демографија
| 1962. | 1968. | 1975. | 1982. | 1990. | 1999. | 2011. |
| ----- | ----- | ----- | ----- | ----- | ----- | ----- |
| 278   | 301   | 293   | 283   | 304   | 312   | 319   |

График промене броја становника у току последњих година